# North Esk (Nordsee)
Der North Esk ist ein Fluss in den schottischen Council Areas Angus und Aberdeenshire.

## Beschreibung
Der Fluss entsteht durch den Zusammenfluss der Bäche Water of Lee und Water of Mark auf einer Höhe von 250 m in den dünnbesiedelten, ländlichen Regionen der Grampians etwa zwei Kilometer östlich von Loch Lee. Auf den ersten zwölf Kilometern fließt der North Esk in östlicher Richtung und dreht dann nach Südosten ab. Der North Esk mündet schließlich etwa zwei Kilometer nördlich von Montrose in die Nordsee. Er legt dabei eine Strecke von insgesamt 47 km zurück. Ab einem Punkt etwa vier Kilometer nördlich von Edzell bis zu seiner Mündung bildet der North Esk die Grenze zwischen den Regionen Angus und Aberdeenshire beziehungsweise den historischen Grafschaften Forfarshire und Kincardineshire. Etwa fünf Kilometer südlich befindet sich die Mündung des South Esk. Am linken Ufer befindet sich der Steinkreis von Colmeallie.

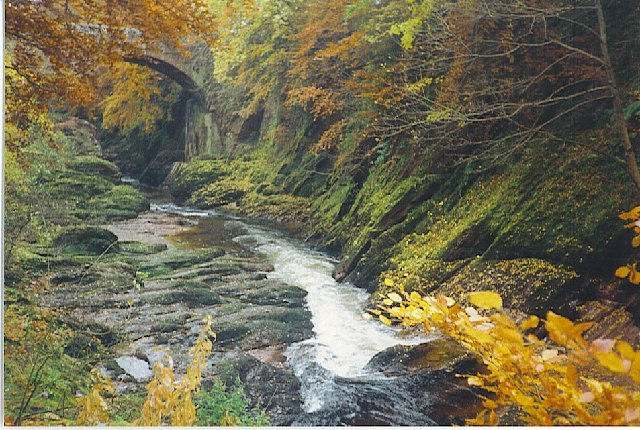
Der North Esk als Grenze zwischen Angus und Aberdeenshire
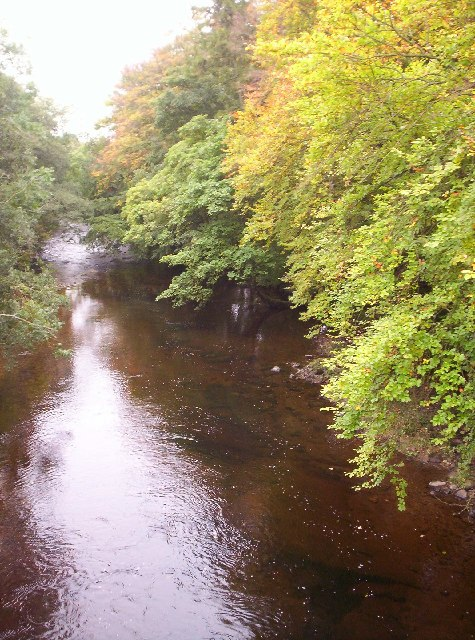
West Water, einer der Hauptzuflüsse des North Esk